# Otomys saundersiae
Otomys saundersiae — вид гризунів родини мишевих (Muridae). Зустрічається тільки в ПАР. Його природними середовищами існування є субтропічні або тропічні сухі чагарники, чагарникова рослинність середземноморського типу та субтропічні або тропічні високогірні луки.